# Лафејет (Вирџинија)
Лафејет (енгл. Lafayette) насељено је место без административног статуса у америчкој савезној држави Вирџинија.

## Демографија
По попису из 2010. године број становника је 449.
| Група             | 2000.    | 2010.       |
| Белци             | 0 (0,0%) | 425 (94,7%) |
| Афроамериканци    | 0 (0,0%) | 5 (1,1%)    |
| Азијати           | 0 (0,0%) | 0 (0,0%)    |
| Хиспаноамериканци | 0 (0,0%) | 14 (3,1%)   |
| Укупно            | 0        | 449         |